# Ducado da Baixa Lorena

Lotaríngia divida no ano 1000
Azul: Alsácia 925 cedido para a Suábia
Laranja: Alta Lorena, após 959
Verde: Baixa Lorena após 977
(Vermelho: Fronteira Linguística)

O Ducado da Lorena Inferior ou Baixa Lotaríngia foi estabelecido em 959 como um Ducado da haste do medieval Reino da Germânia, que abrangeu parte da moderna Bélgica, Países Baixos, a parte norte da alemã (Renânia) e parte do norte da França (Nord-Pas-de-Calais).
Ele foi criado fora do Reino Médio Franco da antiga da Lorena sob Rei Lotário II, que tinha sido estabelecido em 855. A Lotaríngia foi dividida no século IX e reunificada sob Rei Luís, o jovem, em 880, pelo Tratado de Ribemont. Após a morte do Rei Luís IV, em 911, da Frância Ocidental passou a integrar a Frância Oriental, sob o Rei Carlos III, O simples. Em seguida formou-se um Ducado em seu próprio direito. Em 925 o Duque Bruno I, da Colônia declarou homenagem ao Rei alemão Henrique I da Germânia, "o Passarinheiro", um ato que Rei Raul I da França foi impotente para reverter. A partir desse momento Lorena, manteve-se um ducado alemão, fronteira com a França, fato que não foi alterado durante a Idade Média.
Em 959, filho do Rei Henrique, o Duque Bruno, o grande acabou por dividir a Lotaríngia em dois ducados: Baixa e Alta Lorena (ou Lotaríngia Inferior e Superior) e concedida ao Conde Godofredo I de Mons (Hainaut) o título de um Duque da Baixa Lorena. As terras de Godofredo foram para o norte (mais abaixo o sistema do Rio Reno), enquanto Lorena Superior foi para o Sul (mais acima do sistema do Rio). Os dois ducados formaram a parte ocidental do Sacro Império Romano-Germânico estabelecido pelo Imperador Otão I, irmão mais velho de Bruno, em 962.
Ambos os Ducados de Lotaríngia tomaram caminhos muito distintos posteriormente: após a morte do filho de Godofredo, o Duque Ricardo, Lorena Inferior ficou sendo diretamente governada pelo Imperador, até que em 977 Otão II primo de Carlos, o irmão mais novo exilado do Rei Lotário de França.  Lorena Inferior e Superior foram mais uma vez, e brevemente, reunificadas sob Gotelão I de 1033 de 1044. Depois disso, o Ducado Inferior foi rapidamente marginalizado, enquanto a Lorena Superior passou a ser conhecida como simplesmente o Ducado da Lorena.
Durante as próximas décadas a importância do Ducado da Baixa Lorena diminuiu e além disso foi afetada pelo conflito entre o Imperador Henrique IV e seu filho Henrique V: em 1100 Henrique IV foi enfeudado pelo Conde Henry de Limburgo, que Henrique V, tendo forçado a abdicação de seu pai, imediatamente repassou para o Conde Godofredo I de Brabante. Após a morte do Duque Godofredo III em 1190, o filho dele, o Duque Henrique I de Brabante herdou o título ducal por ordem do Imperador Henrique VI na dieta de Schwäbisch Hall. Assim, o Ducado da Lorena Inferior, finalmente perdeu sua autoridade territorial, permanecendo Feudo Imperial remanescente na posse dos Duques de Brabante, sendo mais tarde denominado de Ducado de Lorena.

## Estados sucessores
Depois que o poder territorial do Ducado foi abalado, muitos feudos conseguiram a independência em sua área. Os mais importantes destes foram:
- Arcebispado de Colónia
- Príncipe-bispado de Liege
- Bispado de Utreque
- Bispado de Cambrai
- Ducado de Limburgo
- Condado de Gueldres (inclui também o Condado de Teisterbant)
- Margraviado de Ename, mais tarde chamado Imperial Flandres ou o Condado de Aalst
- Condado de Jülich
- Condado de Namur
- Condado de Cleves
- Condado de Hainaut, incluindo o Margraviado de Valenciennes e o Condado de Bergen
- Condado de Holanda
- Condado de Berga
- Condado de Loon
- Condado de Horne

Os seguintes Estados sucessores permaneceram sob a autoridade dos Duques da Baixa Lorena:
- Margraviato de Antuérpia
- Condado de Lovaina e Bruxelas
- Ducado de Brabante